# Лунник
Лунник (лат. Lunaria) — небольшой род однолетних или многолетних травянистых растений семейства Капустные (Brassicaceae).
Научное название рода происходит от лат. luna — луна. 

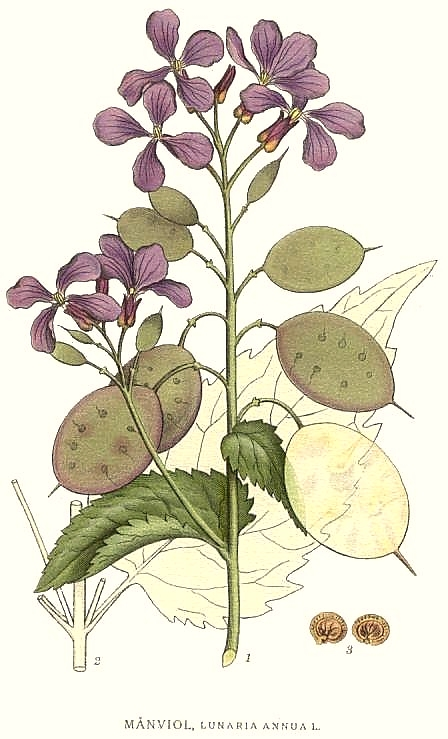
.

## Ботаническое описание
Листья большие, цельные.
Чашелистики прямые, при основании мешковидные. Лепестки с длинными ноготками, крупные, фиолетовые. Нити тычинок свободные, простые или с зубцом, при основании коротких тычинок по одной большой, кольцевидной, снаружи двулопастной, внутри трёхлопастной медовой желёзке. Завязь на ножке; столбик длинный; рыльце двулопастное.
Плод — очень большой эллиптический или почти округлый, со стороны спинок сплюснутый, плоский стручочек, сидящий на плодоножке длиной до 15 мм. Створки плоские, сетчато-жилковатые. Семян несколько, двурядные, кругловатые, плоские, с кожистым крылом. Семядоли плоские или над основанием согнутые поперёк, зародыш краекорешковый.

## Классификация

### Таксономия[2]
Lunaria Tourn. ex L., 1753, Sp. Pl. : 642
Род Лунник относится к семейству Капустные (Brassicaceae) порядка Капустоцветные (Brassicales). Кладограмма в соответствии с Системой APG IV по состоянию на июнь 2023 года:
|  |                                      |  |                                   |                                   |                     |  | ещё 16 семейств |              |              |                                                          |
|  |                                      |  |                                   |                                   |                     |  |                 |              |              | 3 подтвержденных вида и 8 видов, ожидающих подтверждения |
|  |                                      |  |                                   | порядок Капустоцветные            |                     |  |                 |              | род Лунник   |                                                          |
|  |                                      |  |                                   | порядок Капустоцветные            |                     |  |                 |              | род Лунник   |                                                          |
|  | отдел Цветковые, или Покрытосеменные |  |                                   |                                   | семейство Капустные |  |                 |              |              |                                                          |
|  | отдел Цветковые, или Покрытосеменные |  |                                   |                                   |                     |  |                 |              |              |                                                          |
|  |                                      |  | ещё 63 порядка цветковых растений | ещё 63 порядка цветковых растений |                     |  |                 | ещё 354 рода | ещё 354 рода |                                                          |
|  |                                      |  |                                   | ещё 63 порядка цветковых растений |                     |  |                 |              | ещё 354 рода |                                                          |

### Виды
- Lunaria annua L.
- Lunaria rediviva L. — Лунник оживающий
- Lunaria telekiana Jáv.

## В астрономии
В честь лунника назван астероид (1067) Лунария, открытый в 1926 году немецким астрономом Карлом Райнмутом в Гейдельбергской обсерватории.